# (5061) McIntosh
(5061) McIntosh es un asteroide perteneciente al cinturón de asteroides, descubierto el 22 de febrero de 1988 por Robert H. McNaught desde el Observatorio de Siding Spring, Nueva Gales del Sur, Australia.

## Designación y nombre
Designado provisionalmente como 1988 DJ. Fue nombrado McIntosh en honor al astrónomo Bruce A. McIntosh que trabajó en el Consejo Nacional de Investigación de Canadá. Estudió meteoros por radar.

## Características orbitales
McIntosh está situado a una distancia media del Sol de 3,063 ua, pudiendo alejarse hasta 3,276 ua y acercarse hasta 2,849 ua. Su excentricidad es 0,069 y la inclinación orbital 8,732 grados. Emplea 1958,21 días en completar una órbita alrededor del Sol.

## Características físicas
La magnitud absoluta de McIntosh es 12,7. Tiene 10,251 km de diámetro y su albedo se estima en 0,197.